# Suchdol nad Lužnicí
Suchdol nad Lužnicí là một thị trấn thuộc huyện Jindřichův Hradec, vùng Jihočeský, Cộng hòa Séc.